# Schoenoplectus muricinux
Schoenoplectus muricinux är en halvgräsart som först beskrevs av Charles Baron Clarke, och fick sitt nu gällande namn av Jean Raynal. Schoenoplectus muricinux ingår i släktet sävsläktet, och familjen halvgräs. Inga underarter finns listade i Catalogue of Life.